# An-12 (航空機)
An-12
An-12（機体記号：RA-12957）Kosmos PO Aicompany
- 分類：輸送機
- 製造者：アントノフ設計局
- 運用者

- ソビエト連邦（ソ連空軍）
- ロシア（ロシア空軍）
- 中華人民共和国（中国空軍）他

- 初飛行：1957年3月
- 生産数：1,243機
- 生産開始：1957年
- 運用開始：1959年
- 運用状況：現役

An-12（露：Ан-12 アーン・ドヴィナーッツァチ）は、ソ連（現在はウクライナ）のアントノフ設計局が開発した4発ターボプロップ輸送機である。NATOの用いたNATOコードネームでは「カブ」（Cub）と呼ばれる。

## 概要
An-12は、同じアントノフ設計局が開発したAn-10旅客機の貨物輸送機タイプである。An-10シリーズにつきまとった横安定性不良の抜本的改善のために、An-12では大型の垂直尾翼に設計変更されている。
1957年3月に原型機が初飛行し、1959年にAn-12BPがソ連空軍に実戦配備された。同機の機体サイズ・飛行能力などのスペックは、アメリカ合衆国のロッキードが製造したC-130 ハーキュリーズ輸送機に非常に近い。また、対潜哨戒機などの各種派生型も生産された。
An-12は1,243機も量産され、1972年に生産が終了した。また、そのうち約900機が民間用に生産された。ソ連のみならず、東欧などの社会主義国家や、一部西側諸国でも運用された。
An-12は、中国においてもライセンス生産され、こちらはY-8と呼称される。中国は1960年代にソ連からライセンスを得て、数機のAn-12を購入したうえで国内で組み立てる事になった。しかし、中ソ対立のためにソ連からの経済援助が引き上げられて、製作は停滞した。そのため、生産型が完成し初飛行したのは1974年のことであった。中国は1981年になって、西安航空機廠においてY-8（西安Y-8もしくは運8とも呼称する）として量産を開始した。ソ連やそこから独立した国家では、An-12は既に生産されていないが、中国では改良を続け、西側の最新技術を導入して操縦系統や推進系統の性能を向上したY-8F-600を開発し、国内ばかりでなく輸出も行っている。さらに、Y-8F-600をベースにY-9を開発した。
21世紀になった現在でも、ソ連から独立した国家やアフリカ諸国などにおいて運用が続けられている。2006年8月の時点で、179機が77社で運用されている。

## 運用国（Y-8を含む）

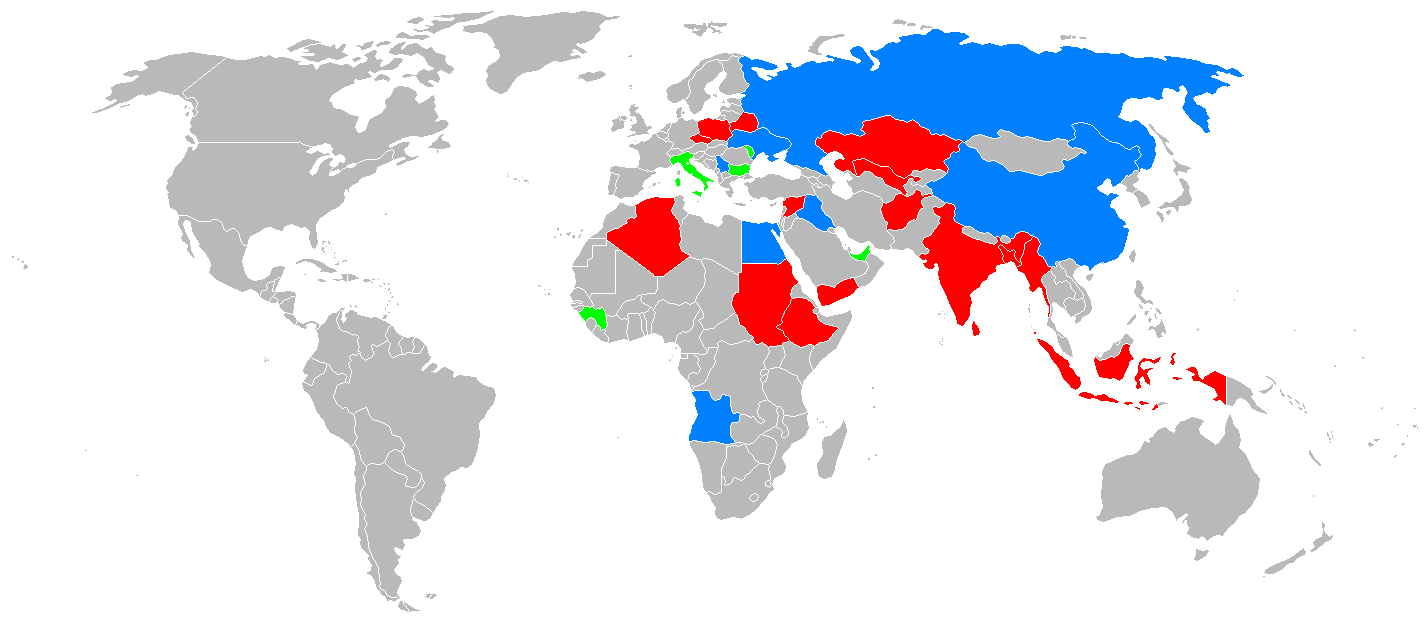
An-12のオペレーター
赤色は軍用、緑色は民間用、青色は両方を運用した国家

民間用
- アエロフロート
- エアギニア
- アントノフ航空
- バルカン・ブルガリア航空
- 中国民航
- エジプト航空
- イラク航空
- スリランカカーゴ
- カボック・エア

軍事用
- アフガニスタン

1981年-2001年まで12機を運用。
- アルジェリア
- アンゴラ
- バングラデシュ
- ベラルーシ
- 中国
- チェコ

チェコスロバキア時代から運用。国家分裂によってスロバキアには移管されず。
- エジプト
- エチオピア
- インド

1961年に受領後、実戦で活躍した。1990年代まで現役であった。
- インドネシア
- イラク
- イラン
- カザフスタン

2023年時点で、カザフスタン防空軍が2機のAn-12を保有している。
- ミャンマー
- ポーランド
- ロシア

数十機を保有し2030年代まで運用予定。後継機はIl-276。
- ソビエト連邦

ソビエト連邦の崩壊後は各国に分散した。
- スリランカ
- スーダン
- シリア
- ウクライナ
- ウズベキスタン

2023年時点で、ウズベキスタン空軍が2機のAn-12を保有している。
- イエメン
- ユーゴスラビア

## スペック（An-12BP）
- 全長：33.10m
- 全幅：38.00m
- 高さ：10.53m
- 翼面積：121.7m²
- 機体重量：28t
- 最大離陸重量：61t
- 搭載重量：20t
- 最大速度：777km/h
- 巡航速度：670km/h
- エンジン：イーフチェンコ＝プログレース設計局製AL-20LまたはAL-20M ターボプロップ（3,000kW）×4
- 最大上昇高度：10,200m
- 航続距離：5,700km
- 乗員：5名（操縦士2名・航空機関士・航法士・通信士各1名）
- 乗客（兵士輸送時）：90名
- 武装：機体後部にNR-23 23mm機関砲2門を搭載可能。